# Isländische Eishockeyliga 1996/97
Die Saison 1996/97 war die sechste Spielzeit der isländischen Eishockeyliga, der höchsten isländischen Eishockeyspielklasse. Meister wurde zum insgesamt sechsten Mal in der Vereinsgeschichte Skautafélag Akureyrar.

## Modus
In der Hauptrunde absolvierten die drei Mannschaften jeweils vier Spiele. Die beiden bestplatzierten Mannschaften qualifizierten sich für das Meisterschaftsfinale. Für einen Sieg erhielt jede Mannschaft zwei Punkte, bei einem Unentschieden gab es einen Punkt und bei einer Niederlage null Punkte.

## Hauptrunde

### Tabelle
|    | Klub                         | Sp | S | U | N | Tore  | Punkte |
| -- | ---------------------------- | -- | - | - | - | ----- | ------ |
| 1. | Skautafélag Akureyrar        | 4  | 4 | 0 | 0 | 44:14 | 8      |
| 2. | Ísknattleiksfélagið Björninn | 4  | 2 | 0 | 2 | 20:30 | 4      |
| 3. | Skautafélag Reykjavíkur      | 4  | 0 | 0 | 4 | 18:38 | 0      |

Sp = Spiele, S = Siege, U = unentschieden, N = Niederlagen, OTS = Overtime-Siege, OTN = Overtime-Niederlage, SOS = Penalty-Siege, SON = Penalty-Niederlage

## Finale
- Skautafélag Akureyrar – Ísknattleiksfélagið Björninn 3:0 (15:7, 17:7, 12:5)